# Convolvulus schimperi
Convolvulus schimperi är en vindeväxtart som beskrevs av Pierre Edmond Boissier. Convolvulus schimperi ingår i släktet vindor, och familjen vindeväxter. Inga underarter finns listade i Catalogue of Life.